# Echium longifolium
Echium longifolium är en strävbladig växtart som beskrevs av Del. Echium longifolium ingår i släktet snokörter, och familjen strävbladiga växter. Inga underarter finns listade i Catalogue of Life.